# إيما جوهانسون
إيما جوهانسون (بالسويدية: Emma Johansson)‏ مواليد 23 سبتمبر 1983 في السويد، هي دراجة سويدية. شاركت في دورة الألعاب الأولمبية الصيفية وفازت بميدالية أولمبية.

## سباقات أو مراحل فاز بها
| التاريخ        | السباق                                                            | المركز                                                                 |
| -------------- | ----------------------------------------------------------------- | ---------------------------------------------------------------------- |
| 16 يونيو 2005  | سباق الطريق ضد الساعة للسيدات في بطولة السويد لسباق الدراجات 2005 |                                                                        |
| 12 أبريل 2007  | Drentse 8 van Dwingeloo 2007                                      | العاشر في التصنيف العام                                                |
| 29 أبريل 2007  | Grote Prijs Stad Roeselare 2007                                   |                                                                        |
| 24 يونيو 2007  | Grande Boucle Féminine Internationale 2007                        | الثاني في تصنيف النقاط                                                 |
| 27 يونيو 2007  | سباق الطريق ضد الساعة للسيدات في بطولة السويد لسباق الدراجات 2007 |                                                                        |
| 22 يوليو 2007  | Dwars door de Westhoek 2007                                       |                                                                        |
| 01 يناير 2008  | طواف فلاندرز للسيدات 2008                                         | التاسع في التصنيف العام                                                |
| 01 يناير 2008  | سباق الدراجات على الطريق للسيدات 2008                             | السادس في تصنيف النقاط                                                 |
| 01 يناير 2008  | سباق الدراجات للسيدات                                             |                                                                        |
| 16 مارس 2008   | Omloop Het Volk women's race 2008                                 | الثالث في التصنيف العام                                                |
| 24 مارس 2008   | تروفيو ألفريدو بيندا كومون دي سيتيجليو 2008                       | السابع في التصنيف العام                                                |
| 25 يونيو 2008  | سباق الطريق ضد الساعة للسيدات في بطولة السويد لسباق الدراجات 2008 |                                                                        |
| 28 يونيو 2008  | سباق الطريق للسيدات في بطولة السويد 2008                          |                                                                        |
| 30 أغسطس 2008  | Trophée d'Or féminin 2008                                         |                                                                        |
| 21 مارس 2009   | Trofeo Costa Etrusca II 2009                                      |                                                                        |
| 22 مارس 2009   | Trofeo Costa Etrusca I 2009                                       |                                                                        |
| 11 أبريل 2009  | Novilon Eurocup Ronde van Drenthe 2009                            |                                                                        |
| 13 أبريل 2009  | روند فان درينثي كأس العالم 2009                                   | الأول في التصنيف العام                                                 |
| 18 أبريل 2009  | Ronde van Gelderland 2009                                         |                                                                        |
| 09 يونيو 2009  | 2009 Durango-Durango Emakumeen Saria                              |                                                                        |
| 24 يونيو 2009  | سباق الطريق ضد الساعة للسيدات في بطولة السويد لسباق الدراجات 2009 |                                                                        |
| 09 أغسطس 2009  | Holland Hills Classic 2009                                        |                                                                        |
| 27 فبراير 2010 | طواف نيوشبلاد للسيدات 2010                                        | الأول في التصنيف العام                                                 |
| 07 مارس 2010   | أوملوب فان هيت هاجيلاند 2010                                      |                                                                        |
| 02 مايو 2010   | 2010 Grand Prix Mameranus                                         |                                                                        |
| 08 يونيو 2010  | 2010 Durango-Durango Emakumeen Saria                              |                                                                        |
| 23 يونيو 2010  | سباق الطريق ضد الساعة للسيدات في بطولة السويد لسباق الدراجات 2010 |                                                                        |
| 26 يونيو 2010  | سباق الطريق للسيدات في بطولة السويد 2010                          |                                                                        |
| 28 أغسطس 2010  | Trophée d'Or féminin 2010                                         |                                                                        |
| 02 أكتوبر 2010 | سباق الطريق للسيدات في بطولة العالم 2010                          |                                                                        |
| 26 فبراير 2011 | Omloop Het Nieuwsblad women's race 2011                           | الأول في التصنيف العام                                                 |
| 06 مارس 2011   | أوملوب فان هيت هاجيلاند 2011                                      | الأول في التصنيف العام                                                 |
| 20 مارس 2011   | Cholet Pays de Loire Dames 2011                                   |                                                                        |
| 04 أبريل 2011  | Grand Prix de Dottignies 2011                                     | الأول في التصنيف العام                                                 |
| 24 أبريل 2011  | Grote Prijs Stad Roeselare 2011                                   |                                                                        |
| 30 أبريل 2011  | جراند بريكس إلسي جاكوبس 2011                                      |                                                                        |
| 01 مايو 2011   | 2011 Grand Prix Nicolas-Frantz                                    |                                                                        |
| 07 يونيو 2011  | 2011 Durango-Durango Emakumeen Saria                              |                                                                        |
| 12 يونيو 2011  | طواف الباسك للسيدات 2011                                          |                                                                        |
| 19 يونيو 2011  | 2011 Giro del Trentino-Alto Adige-Südtirol                        |                                                                        |
| 22 يونيو 2011  | سباق الطريق ضد الساعة للسيدات في بطولة السويد لسباق الدراجات 2011 |                                                                        |
| 25 يونيو 2011  | سباق الطريق للسيدات في بطولة السويد 2011                          |                                                                        |
| 24 يوليو 2011  | سباق تورينجيا للسيدات 2011                                        |                                                                        |
| 11 سبتمبر 2011 | بويز ليديز تور 2011                                               |                                                                        |
| 15 أبريل 2012  | Halle - Buizingen 2012                                            |                                                                        |
| 27 مايو 2012   | Tour de Free State 2012                                           |                                                                        |
| 10 يونيو 2012  | طواف الباسك للسيدات 2012                                          |                                                                        |
| 24 يونيو 2012  | سباق الطريق للسيدات في بطولة السويد 2012                          |                                                                        |
| 26 يونيو 2012  | سباق الطريق ضد الساعة للسيدات في بطولة السويد لسباق الدراجات 2012 |                                                                        |
| 22 يوليو 2012  | سباق تورينجيا للسيدات 2012                                        |                                                                        |
| 01 يناير 2013  | سباق الدراجات على الطريق للسيدات 2013                             | الأول في تصنيف النقاط                                                  |
| 17 مارس 2013   | Cholet Pays de Loire Dames 2013                                   |                                                                        |
| 28 أبريل 2013  | جراند بريكس إلسي جاكوبس 2013                                      |                                                                        |
| 25 مايو 2013   | 7-Dorpenomloop Aalburg 2013                                       |                                                                        |
| 26 مايو 2013   | Gooik–Geraardsbergen–Gooik 2013                                   | الأول في التصنيف العام                                                 |
| 04 يونيو 2013  | 2013 Durango-Durango Emakumeen Saria                              |                                                                        |
| 09 يونيو 2013  | طواف الباسك للسيدات 2013                                          |                                                                        |
| 19 يونيو 2013  | سباق الطريق ضد الساعة للسيدات في بطولة السويد لسباق الدراجات 2013 |                                                                        |
| 22 يونيو 2013  | سباق الطريق للسيدات في بطولة السويد 2013                          |                                                                        |
| 21 يوليو 2013  | سباق تورينجيا للسيدات 2013                                        |                                                                        |
| 26 أغسطس 2013  | 2013 Lotto-Belisol Belgium Tour                                   |                                                                        |
| 28 سبتمبر 2013 | سباق الطريق للسيدات في بطولة العالم 2013                          |                                                                        |
| 05 مارس 2014   | لي سامين ديس دامس 2014                                            | الأول في التصنيف العام                                                 |
| 16 مارس 2014   | Novilon EDR Cup 2014                                              |                                                                        |
| 23 مارس 2014   | Cholet Pays de Loire Dames 2014                                   |                                                                        |
| 30 مارس 2014   | تروفيو ألفريدو بيندا كومون دي سيتيجليو 2014                       | الأول في التصنيف العام                                                 |
| 30 مايو 2014   | Holland Hills Classic 2014                                        |                                                                        |
| 31 مايو 2014   | 7-Dorpenomloop Aalburg 2014                                       |                                                                        |
| 10 يونيو 2014  | 2014 Durango-Durango Emakumeen Saria                              |                                                                        |
| 26 يونيو 2014  | سباق الطريق ضد الساعة للسيدات في بطولة السويد لسباق الدراجات 2014 |                                                                        |
| 28 يونيو 2014  | سباق الطريق للسيدات في بطولة السويد 2014                          |                                                                        |
| 20 يوليو 2014  | 2014 BeNe Ladies Tour                                             | الأول في التصنيف العام                                                 |
| 02 أغسطس 2014  | كأس لوتو لركوب الدراجات للسيدات 2014                              |                                                                        |
| 27 سبتمبر 2014 | سباق الطريق للسيدات في بطولة العالم 2014                          |                                                                        |
| 04 مارس 2015   | لي سامين ديس دامس 2015                                            |                                                                        |
| 29 مايو 2015   | Holland Hills Classic 2015                                        |                                                                        |
| 09 يونيو 2015  | 2015 Durango-Durango Emakumeen Saria                              | الأول في التصنيف العام                                                 |
| 14 يونيو 2015  | طواف الباسك للسيدات 2015                                          | الأول في تصنيف النقاط، الثالث في التصنيف العام، السادس في تصنيف الجبال |
| 24 يونيو 2015  | سباق الطريق ضد الساعة للسيدات في بطولة السويد لسباق الدراجات 2015 |                                                                        |
| 27 يونيو 2015  | سباق الطريق للسيدات في بطولة السويد 2015                          |                                                                        |
| 23 يوليو 2015  | سباق تورينجيا للسيدات 2015                                        |                                                                        |
| 11 سبتمبر 2015 | 2015 Lotto Belisol Belgium Tour                                   |                                                                        |
| 17 أبريل 2016  | طواف الباسك للسيدات 2016                                          | الأول في التصنيف العام، الأول في تصنيف النقاط                          |
| 22 يونيو 2016  | سباق الطريق ضد الساعة للسيدات في بطولة السويد لسباق الدراجات 2016 |                                                                        |
| 25 يونيو 2016  | سباق الطريق للسيدات في بطولة السويد 2016                          |                                                                        |
| 06 أغسطس 2016  | كأس لوتو لركوب الدراجات للسيدات 2016                              |                                                                        |
| 07 أغسطس 2016  | سباق الطريق للسيدات في ركوب الدراجات الأولمبية الصيفية 2016       |                                                                        |

## وصلات خارجية
- الموقع الرسمي

## روابط خارجية
- إيما جوهانسون على موقع الاتحاد الدولي للدراجات (الإنجليزية)
- إيما جوهانسون على موقع أرشيف الدراجات (الإنجليزية)
- إيما جوهانسون على موقع إحصائيات الدراجات الإحترافية (الإنجليزية)
- إيما جوهانسون على موقع نسبة الدراجات (الإنجليزية)
- إيما جوهانسون على موقع CycleBase (الإنجليزية)
- إيما جوهانسون على موقع اللجنة الأولمبية الدولية (الإنجليزية)
- إيما جوهانسون على موقع أوليمبيديا (الإنجليزية)
- إيما جوهانسون على موقع اللجنة الأولمبية السويدية (السويدية)